# Battersea (EP)
Battersea è un EP del gruppo musicale belga Hooverphonic, pubblicato prima dell'album Blue Wonder Power Milk nel 1998 dall'etichetta Sony Music.

## Tracce

### Promo
Testi e musiche di Alex Callier.
1. Battersea (versione LP)
2. Battersea (versione alternativa)
3. 2 Wicky (versione radiofonica)

### CD Maxi Singolo
Testi e musiche di Alex Callier.
1. Battersea – 3:51
2. 2 Wicky (video edit) – 2:19
3. 2 Wicky (DJ Pulse remix) – 6:25
4. 2 Wicky (Not So Extended Hoovering Mix) – 3:42
5. Inhaler (versione radiofonica) – 3:45
6. Inhaler (Drum'N'Orch remix) – 4:28
7. Inhaler (Mr Brown remix) – 6:50